# José Francisco Torres
José Francisco Torres Mezzell (Longview, 29 de outubro de 1987) é um futebolista estadunidense que atua como meio-campo. Atualmente joga pelo Colorado Springs Switchbacks FC.
Filho de pai mexicano e mãe americana, Torres possui dupla cidadania, mas preferiu jogar pela seleção dos Estados Unidos onde disputou a Copa do Mundo de 2010.

## Títulos
Pachuca
- Campeonato Mexicano: Clausura 2007
- Liga dos Campeões da CONCACAF: 2007, 2008 e 2009–10
- Copa Sul-Americana: 2006
- SuperLiga Norte-Americana: 2007

Tigres
- Campeonato Mexicano: Apertura 2015, Apertura 2016 e Apertura 2017
- Copa MX: Clausura 2014
- Campeón de Campeones: 2016 e 2017

Estados Unidos
- Copa Ouro da CONCACAF: 2013